# Šnekov
Šnekov (německy Schneckendorf) je vesnice v okrese Svitavy, od roku 1960 součást obce Březina. Nachází se 1,5 km severním směrem od Březiny a 2 km jižně od Křenov, ves je orientována severojižním směrem. Šnekovem prochází silnice II/368 z Letovic do Moravské Třebové. 

## Název

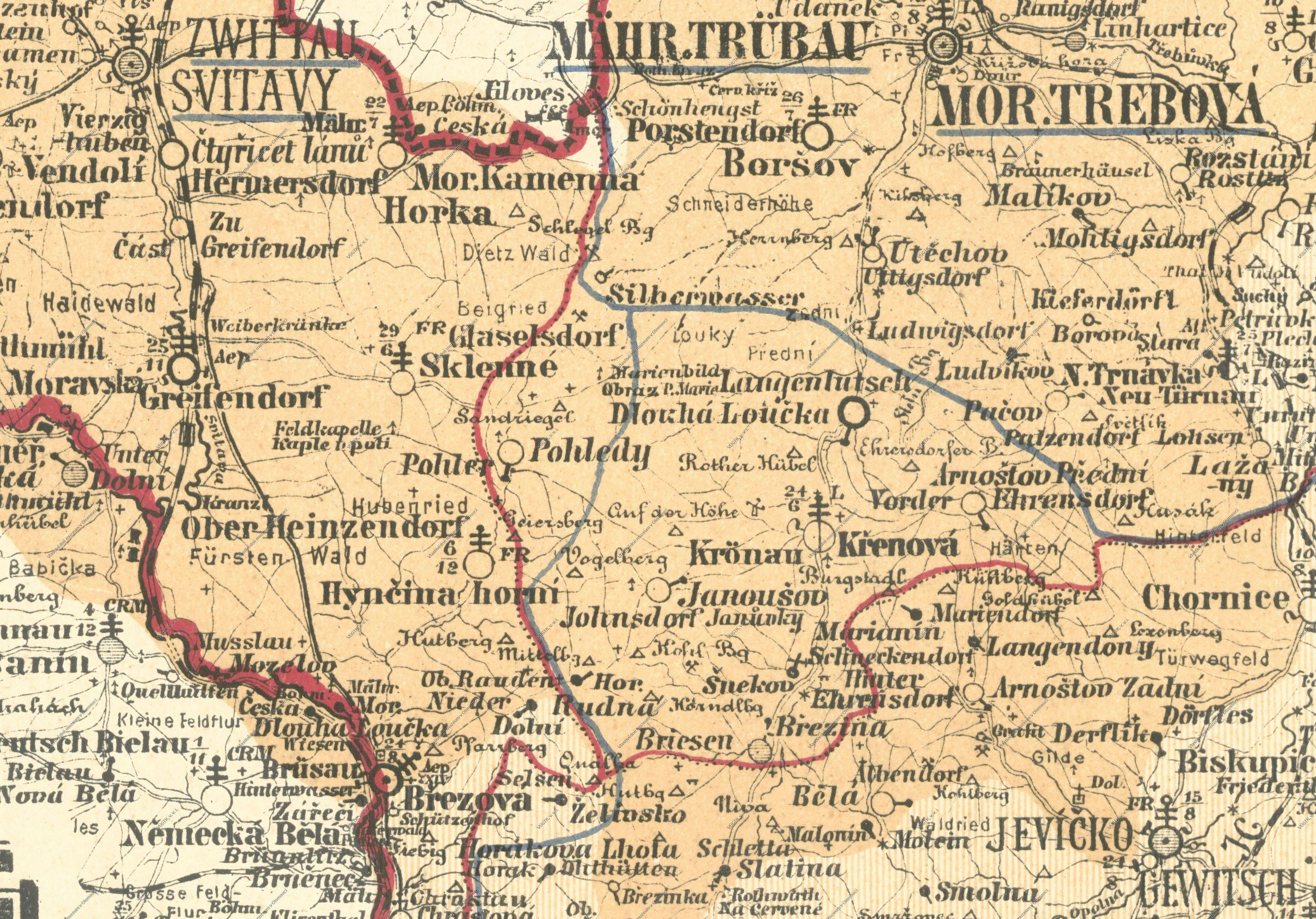
Šnekov (Schneckendorf) na historické mapě (1897)

Vesnice se v němčině označovala jako Dörfles či Dörfleins, čili "Víska". Do češtiny bylo jméno převzato v podobě Derflík či Dorflík. Od 17. století se v němčině používalo jméno Schneckendorf (zprvu ještě ve zdrobnělině). Nové jméno znamenalo buď "Šnekova ves" (podle osoby) nebo "ves šneků" (s hojným výskytem šneků). Jelikož se v 17. a 18. století změny názvů sídel děly většinou podle jmen osob, pravděpodobnější je první výklad. České Šnekov vzniklo z německého jména v polovině 19. století.

## Historie obce
Od poloviny 12. století je uváděn pod názvem Wenzlausdorf a v roce 1365 patřil pod Moravskou Třebovou. V roce 1408 byla obec známa pod německým názvem Dorfflss bei Krönau. V roce 1465 přechází na českou formu názvu „Dorflik“. Kolem roku 1548 byla také nazývána staročesky „Dorfflik prope Chrzenowe“ nebo „Crenaw Dorfflss dobey“. Avšak v urbáři z roku 1657 je již pod názvem „Schneckendörfl“. V roce 1939 bydlelo ve 33 domech 238 obyvatel (122 mužů a 116 žen), patřících ke křenovské farnosti.

## Vodstvo
Obcí protéká Malonínský potok, pramenící na úpatí Mühlbusch (508 m) u obce Janůvky.